# Међународна лењинска школа
Међународна лењинска школа (рус. Международная ленинская школа; скраћено — МЛШ) је била школа основана при Коминтерни, која је служила за марксистичко образовање партијског кадра из земаља Европе и Америке. Деловала је од 1926. до 1938. године са средиштем у Москви.

## Историјат
Школа је основана 1926. године одлуком Петог конгреса Коминтерне за потребе школовања партијских кадрова из земаља Европе и Америке. Имала је три врсте курса — „краткорочни“, који је трајао годину дана; „виши“, који је трајао две године и „двогодишњу аспиратуру“. Предмети који су изучавани у школи су били: политичка економија, дијалектистички и историјски материјализам, лењинизам, историја СКП(б), социјалистичка изградња у СССР и друго. Предавачи у школи су били познати теоретичари међународно радничког покрета. У периоду од 1926. до 1938. године ову школу је завршило око 3.000 полазника из 59 земаља. Први ректор школе је био Николај Бухарин.
Ову школу су похађали и многи југословенски комунисти, међу којима: Ђуро Ђаковић, Јосип Броз Тито, Благоје Паровић, Милош Марковић, Владимир Чопић, Божидар Масларић, Родољуб Чолаковић, Сретен Жујовић, Милан Благојевић, Едвард Кардељ, Иван Лавчевић-Лучић, Иван Гошњак, Анка Буторац, Зденка Кидрич, Анка Гржетић, Вукица Митровић, Јулка Пиберник, Спасенија Цана Бабовић и др. Међу предавачима на југословенском сектору налазили су се: Филип Филиповић, Јосип Броз Тито, Владимир Чопић, Божидар Масларић, Родољуб Чолаковић и др.
Међу познатијим полазницима школе налазили су се и каснији комунистички лидери, као нпр. Владислав Гомулка из Пољске, Ерих Хонекер и Валтер Улбрихт из Источне Немачке и др.